# Can Vidal (Agullana)
Can Vidal —avui can Coto— és un edifici modernista situat a la localitat d'Agullana, a l'Alt Empordà, inclòs en l'Inventari del Patrimoni Arquitectònic de Catalunya.

## Descripció i historia
La construcció de l'edifici, destinat a ús familiar particular, fou encarregada a finals del segle xix pel geòleg i enginyer de mines Lluís Marià Vidal a l'arquitecte Josep Azemar i Pont, i fou finalitzat l'any 1910.
Es tracta d'una casa de tres nivells, entre mitgeres, situada a prop del nucli antic, amb dues façanes. La façana principal, que dona a la plaça Major i al carrer Dolors Gomis, té un simulat portal adovellat i un finestral trigeminat amb acurat treball en el forjat i en el guardapols, tipus que es repeteix als altres finestrals. De la planta sobresurt la balconada amb ferro treballat als dos balcons, sota la terrassa hi ha unes arquacions cegues. La façana posterior té una petita portalada d'accés. Les obertures són en arcades de quart de punt, de la planta pis sobresurt una galeria amb tres obertures separades per dues columnes.